# Selda Terek Bilecen
Selda Terek Bilecen, (Ankara, 31 de julho de 1968) é uma escritora turca de comida, bem-estar e também de romances.

## Carreira
Seu romance Lirik Prenses Tezer é dedicado à vida e análise da obra literária da romancista turca Tezer Özlü (1943-1986).  O crítico Hakan Urgancı diz que "Ela me bateu no rosto com seu livro Mahrem Gölgeler" (Sombras íntimas).
Ela é coautora do escritor turco Ersin Pamuksüzer com o livro Son Toksine Kadar Kendine İyi Bak (Cuide bem de si até a última toxina) sobre purificação espiritual, sentimental e corporal. Este livro também foi publicado em inglês sob o nome Until the Last Toxin.
Bilecen é defensora dos direitos das mulheres, mas se opõe à discriminação positiva em relação às mulheres.

## Obras
- Amigdala (2008)
- Duygu Koleksiyoncusu (2010)
- Ask O Kadar Ask (2010)
- Inadina Yasanan Zararina Asklar (2012)
- Mahrem Gölgeler (2015)
- Ben Tezer Özlü (2017)
- Lirik Prenses Tezer (2017)
- Son Toksine Kadar (2017) (com Ersin Pamuksüzer)
- Karsi Penceredeki Kadin (2020)
- Lou Salome (2021)
- Karsi Kaldirimdaki Adam (2022)